# 島紀史
島 紀史（しま のりふみ、1970年5月1日 - ）は、日本のギタリスト。ヘヴィメタルバンド「Concerto Moon」のリーダー。兵庫県尼崎市出身。

## 来歴
4歳の頃にピアノを習い始め、13歳の時に RAINBOW の リッチー・ブラックモア の影響でギターを始める。
1994年に CRYSTAL CLEAR を結成、翌年脱退。
1996年に Concerto Moon を結成。
2000年～2002年と2005年～2007年には DOUBLE DEALER で活動。
2004年に Concerto Moon の活動を一旦休止したが2007年に再開し、継続している。

## その他の活動
- 1997年、バンドがデビューする以前に全日本プロレス関連のテーマ曲でレコーディングに参加。島が参加した楽曲は『全日本プロレス・テーマ・パーフェクトコレクション ～レッド・コーナー』、および『全日本プロレス・テーマ・パーフェクトコレクション ～ブルー・コーナー』に収録されている。
- 2010年より STAND に加入（b/ vo 山本征史・dr 金光健司）[2]
- 2014年に FRUITPOCHETTE のライブ、2015年にはプロモーションビデオに参加。

## 奏法
ジャンル的にはイングヴェイ・マルムスティーン以降のネオクラシカルスタイルで、ピッキングによる速弾き、スウィープ奏法などが主な特徴。ジミ・ヘンドリックス、リッチー・ブラックモア、ウリ・ジョン・ロート、イングヴェイ・マルムスティーンなどの影響を受けた、主にストラトキャスターとマーシャルを使用するスタイルである。

## 機材
ギターはConcerto MoonやDOUBLE DEALERではシェクター、フェンダー製のストラトキャスター。ピックアップはチキンシャック（メーカーと島が共同開発したもの）。アンプはマーシャルの1967MajorやVintageModern。エフェクターは、MAXONのOD-9、OD808、ST-9、アイバニーズのTS－9DX、BOSSノイズサプレッサー、MXRカーボンコピー（アナログディレイ）等。チューナーはコルグ製。
DOUBLE DEALER 時代から、シェクター製ストラトキャスターシェイプのギターを使用していたが、2013年12月17日にtwitterでシェクターとのエンドースメント契約を終了したことを発表。現在はフェンダー・ジャパン製のストラトキャスターを使用しており、同年12月27日にtwitter上で発表し、2014年1月7日にはフェンダー・ジャパン社のブログで紹介されている。
FRUITPOCHETTE のサポートではシャーベル製のストラトタイプを使用。

## ソロアルバム
出典: Official Site 
- FROM THE WOMB TO THE TOMB （2008年） VAP

島紀史 ：All Electric & Acoustic Guitars
MAD大内 ：Drums
山本征史 ：Bassguitars
小野正利 ：Vocals
gi-na ：Vocals
大谷令文 ：Guitar
中間英明 ：Guitar

## 教則DVD
出典: Official Site 
- NORIFUMI SHIMA – “Plays & Lecture Series Vol.1「Basic Picking」” （2006年）
- NORIFUMI SHIMA – “Plays & Lecture Series Vol.2「My Phrases」” （2006年）